# Швейцер, Михаил Абрамович
Михаи́л (Моисе́й) Абра́мович Шве́йцер (16 февраля 1920, Пермь — 2 июня 2000, Москва) — советский и российский кинорежиссёр, сценарист. Народный артист СССР (1990). Лауреат Государственной премии СССР (1977), Государственной премии РСФСР имени братьев Васильевых (1989) и Премии Президента Российской Федерации (1999).

## Биография
Родился 16 февраля 1920 года в Перми (по другим источникам — 16 марта в Пензе), в семье уроженца Харькова Абрама Моисеевича Швейцера (сценический псевдоним Александр Любов; 8 мая 1889, Харьков — 1973, Москва), выпускника Харьковского уездного приходского училища (1901), актёра любительской труппы, и Лидии Григорьевны Блинцовской (1897—1976), выпускницы Грайворонской женской гимназии, члена ВКП(б), впоследствии юрисконсульта Всесоюзного совета промысловой кооперации (Всекомпросвет). Вскоре после рождения сына семья вернулась на родину отца в Харьков, а в 1924 году переехала в Москву, где уже жили сёстры отца (сам отец в 1924—1926 годах служил актёром в Московском театре сатиры с момента его открытия осенью 1924 года, затем в Антирелигиозном театре). Семья жила на Васильевской улице, № 5, кв. 8.
Окончил 113-ю среднюю школу в Москве, где учился вместе с Андреем Сахаровым. В 1930-е годы его отец был арестован, находился в ссылке в Нижнем Тагиле, где работал артистом Областного передвижного драматического театра (под прежним сценическим псевдонимом Александр Любов). 21 апреля 1938 года там же был арестован и 15 августа 1938 года осуждён на 7 лет лишения свободы.
В 1941—1942 годах — ассистент режиссёра ЦОКС (ныне киностудия «Казахфильм») в Алма-Ате); мать в начале войны была эвакуирована в Пермь. В 1943 году окончил режиссёрский факультет ВГИКа (мастерская С. М. Эйзенштейна) и начал работать на киностудии «Мосфильм», тоже эвакуированной в Алма-Ату. Был ассистентом Михаила Ромма на фильме «Человек № 217» (1944). В 1951—1953 годах — режиссёр документальных фильмов и видовых киноочерков на Свердловской киностудии.
Первые работы в качестве постановщика создал совместно с однокурсниками из ВГИКа — «Путь славы» (1949, с Б. А. Бунеевым и А. М. Рыбаковым) и «Кортик» (1954, по А. Н. Рыбакову, с В. Я. Венгеровым). Интерес кинорежиссёра к человеческим судьбам не только в переломные моменты истории, но и в ситуации непростого нравственного выбора во вполне обыденной жизни проявился в его самостоятельных фильмах о советской деревне — «Чужая родня» (1956, по повести «Не ко двору» В. Ф. Тендрякова) и «Тугой узел» (1957, по В. Ф. Тендрякову). Последняя из лент подверглась резкой партийной критике и последующей переделке с целью упрощения и сглаживания конфликтов и характеров. Позднее она была выпущена в прокат под оптимистическим названием «Саша вступает в жизнь». Лишь в 1988 году режиссёр смог частично восстановить первоначальный вариант «Тугого узла».
Следующий фильм кинорежиссёр поставил на историко-революционную тему. Это был «Мичман Панин» (1960) с В. В. Тихоновым в главной роли.
В последнее десятилетие своей жизни выпустил только два фильма — социальный фарс «Как живёте, караси?» (1992, совместно с С. А. Милькиной) и своеобразный бенефис «Послушай, Феллини!» (1993, совместно с С. А. Милькиной) с Л. М. Гурченко в единственной роли.
Член Союза кинематографистов СССР.
Прощание с М. Швейцером состоялось 7 июня 2000 года. Гражданская панихида проходила в Доме кинематографистов, в Белом зале. Похоронен на 39-м участке Востряковского кладбища.

### Семья
- Дед — харьковский мещанин Исаак-Моисей Абрамович Швейцер (1864—?); бабушка — Гинендель Исааковна Швейцер (в девичестве Коган, 1861—?), уроженка Полтавы[14]. Моисей Абрамович и Гинендель Исааковна Швейцер заключили брак 2 сентября 1886 года в Павлограде Екатеринославской губернии[15].
- Сестра — Виктория Александровна Швейцер (1932—2023), историк литературы, литературовед, автор книг о С. Есенине и М. Цветаевой. В 1978 году уехала из СССР в Америку и до конца жизни преподавала в Амхерст-колледже (штат Массачусетс)[16].
- Жена (с 1944 года) — София Абрамовна Милькина (1922—1997), кинорежиссёр и сценарист. Двое детей, оба умерли в детстве.
  - Сын — Владимир Швейцер (1957—1960).

## Награды и звания
- Заслуженный деятель искусств РСФСР (1965) — за заслуги в области советского киноискусства[17]
- Народный артист РСФСР (1977) — за заслуги в области советского киноискусства[18]
- Народный артист СССР (1990) — за большие заслуги в развитии советского киноискусства[19]
- Государственная премия СССР в области литературы, искусства и архитектуры (1977) — за художественный фильм «Бегство мистера Мак-Кинли»[20]
- Государственная премия РСФСР имени братьев Васильевых (1989) — за художественный фильм «Крейцерова соната» производства киностудии «Мосфильм»[21]
- Премия Президента Российской Федерации в области литературы и искусства за 1998 год (1999)[22].
- Премия мэрии Москвы в области литературы и искусства (2000) — за выдающийся вклад в художественную культуру России (посмертно)[23]
- Орден Почёта (1995) — за заслуги перед государством, многолетнюю плодотворную деятельность в области культуры и искусства[24]
- Орден «За заслуги перед Отечеством» III степени (2000) — за выдающийся вклад в развитие отечественного киноискусства[25].
- Премия «Ника» в номинации «Честь и достоинство» (2000)
- КФ «Кинотавр» в Сочи (Специальная премия за творчество, 1992)
- КФ «Кинотавр» в Сочи (Специальный приз жюри «За последовательное служение искусству и зрителю» в конкурсе «Кино для всех», 1992)
- КФ «Кинотавр» в Сочи (Приз за творческий вклад в киноискусство в Большом конкурсе, фильм «Как живёте, караси?», 1992)
- Кинопремия «Золотой Овен» (1995)

## Фильмография

### Режиссёр
- 1948 — Путь славы (совм. с Б. А. Бунеевым)
- 1954 — Кортик (совм. с В. Я. Венгеровым)
- 1955 — Чужая родня
- 1956 — Тугой узел
- 1960 — Мичман Панин
- 1961 — Воскресение
- 1965 — Время, вперёд! (совм. с С. А. Милькиной)
- 1968 — Золотой телёнок
- 1970 — Карусель
- 1975 — Бегство мистера Мак-Кинли
- 1977 — Смешные люди!
- 1979 — Маленькие трагедии
- 1984 — Мёртвые души
- 1987 — Крейцерова соната (совм. с С. А. Милькиной)
- 1991 — Как живёте, караси? (совм. с С. А. Милькиной)
- 1993 — Послушай, Феллини! (совм. с С. А. Милькиной)

### Сценарист
- 1961 — Воскресение (совм. с Е. И. Габриловичем)
- 1965 — Время, вперёд! (совм. с В. П. Катаевым)
- 1968 — Золотой телёнок
- 1970 — Карусель
- 1977 — Смешные люди!
- 1979 — Маленькие трагедии
- 1984 — Мёртвые души
- 1987 — Крейцерова соната
- 1991 — Как живёте, караси? (совм. с С. А. Милькиной и Е. А. Козловским)
- 1993 — Послушай, Феллини! (совм. с С. А. Милькиной)
- 2001 — Кошки под дождём (совм. А. М. Дёминым)

### Актёр
- 1940 — Случай в вулкане — Яковлев

### Участие в фильмах
- 1987 — Четыре встречи с Владимиром Высоцким (документальный)
- 1996 — Станислав Хитров (из цикла телепрограмм канала ОРТ «Чтобы помнили») (документальный)
- 1999 — Владимир Басов (из цикла телепрограмм канала ОРТ «Чтобы помнили») (документальный)

### Архивные кадры
- 2005 — Михаил Швейцер (из документального цикла «Острова»)
- 2018 — Мёртвые души (из документального цикла «Тайны кино»)